# Forno Alpi Graie
Forno Alpi Graie (1.219 m) è una frazione del comune di Groscavallo (città metropolitana di Torino) nella Val Grande di Lanzo. Un tempo capoluogo di un comune autonomo, fu aggregato (assieme a Bonzo) al comune di Groscavallo con il regio decreto n. 2346 del 1º dicembre 1927.

## Geografia fisica
Il paese si trova al termine della vallata, alla confluenza del vallone di Sea e del vallone di Gura. Le sue case sono riparate da un grande masso posto appena sopra l'abitato. La strada che lo collega con il centro comunale di Groscavallo e con il resto delle valli di Lanzo fu inaugurata nel 1878.
Oggi Forno è principalmente noto, oltre che per il suo santuario mariano, come luogo di partenza per escursioni nel gruppo delle Levanne.

## Storia
Il primo documento in cui viene nominato Forno di Groscavallo è citato dai fratelli Giovanni e Pasquale Milone  secondo il quale Guglielmo VII, marchese di Monferrato, l'11 novembre 1289 diede e concedette a Palterio del Forno di Groscavallo, Pietro Bianco del Forno di Chialamberto, Raimondo Certana del borgo di Lanzo, Botto de Mezoneto, Brunoldo Amedeo, Nano de Genta, Domenico e Rochacio del Forno di Groscavallo il territorio di Pessinetto al fine di costruirvi un forno per la lavorazione del ferro.

Secondo Luigi Cibrario invece con riferimento a Groscavallo il primo documento ufficiale dal quale risulta il nome di Groscavallo è dell'anno 1330: un atto in virtù del quale i fratelli Omodeo e Reinardo Gontario ottennero in feudo dal conte Aimone di Savoia una ""casa forte in Forno di Groscavallo"" e la dodicesima parte del relativo territorio fino alla sommità dei monti.

Silvio Solero annota e riporta il nome dei capi di casa della castellania del conte di Savoia in occasione della concessione di un sussidio del 1359: Forno di Groscavallo conta 35 fuochi e i nomi sono: Perotto (de Peroto), Forneri, de Masse, Colombino, de Perolio, Baietto, de Bondiglon, Rolieto, Lancia, Giachino, Bossone (buxone), Botto (Oddone de bot de furno de grassi cavalli, 1380-85), Rapelli (jordano repello de furno grassi cavalli, 1380-85)

## Monumenti e luoghi d'interesse

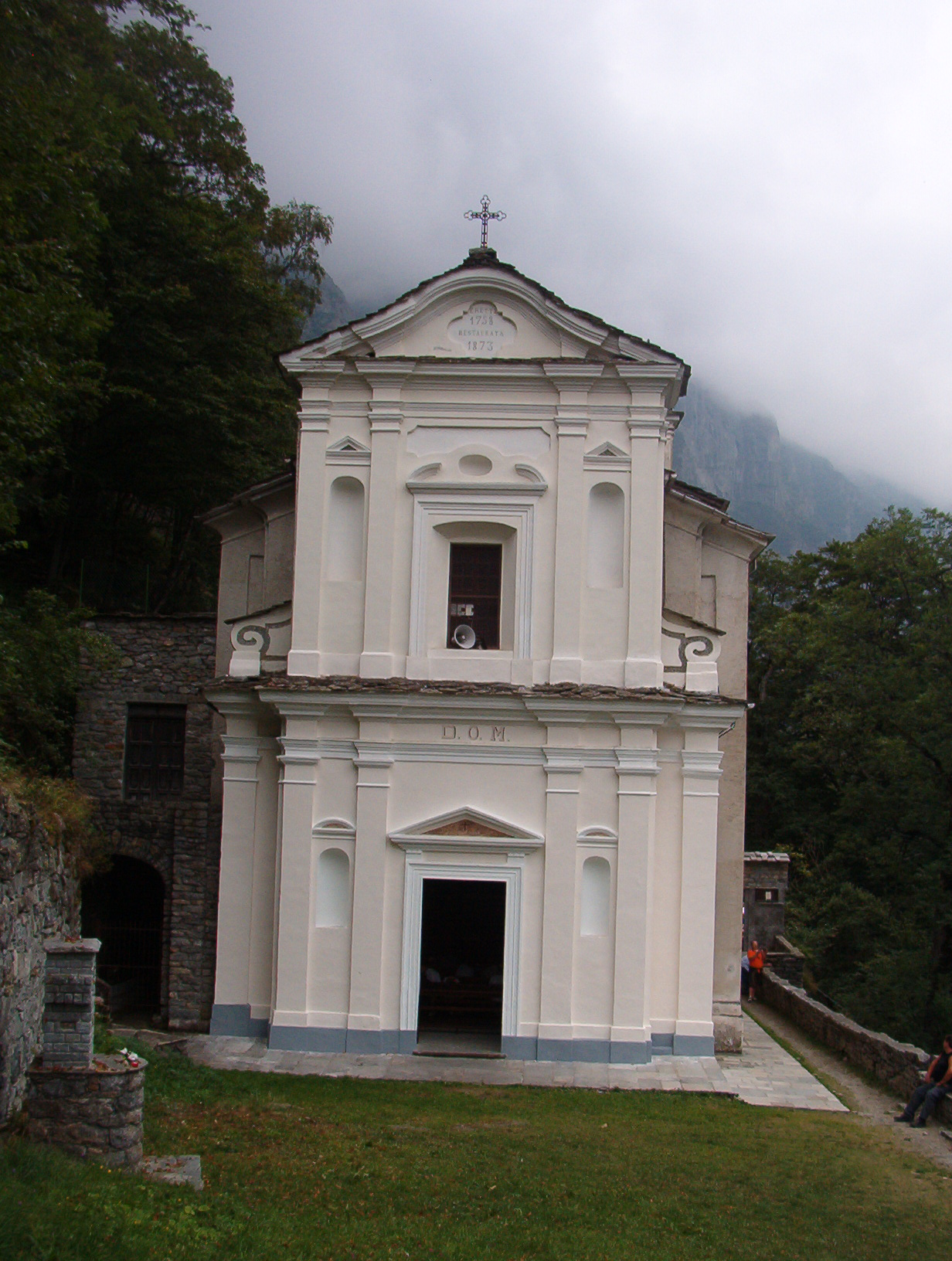
Santuario Madonna di Loreto

- Santuario Beata Vergine di Loreto: si trova nel vallone di Sea, sul fianco del monte. Dall'alto domina l'abitato di Forno Alpi Graie. Il santuario fu costruito nel 1757 a seguito di apparizioni della Madonna all'operaio Pietro Garino, avvenute secondo la tradizione nel 1630[5].

Negli anni '90, il sostegno economico ed unanime dei pellegrini e la ferrea volontà del rettore don Riccardo Ferrera hanno consentito il completo restauro del Santuario a cura delle imprese Goria, Losero e Moretto e del pittore Gianni Codoni. Per accedervi occorre attraversare il torrente in fondo al paese e percorrere una lunga scalinata (che un tempo i pellegrini percorrevano in ginocchio) con le 14 stazioni della Via Crucis. La terribile alluvione del 1993, che ha causato gravi danni materiali a tutta la Valgrande, ed in particolare a Forno Alpi Graie, ha risparmiato il Santuario e tutti gli abitanti della zona. All'interno del Santuario sono particolarmente numerosi gli ex voto. È aperto e visitabile il sabato e la domenica da luglio a settembre, con celebrazione della S.Messa alle ore 11.
- Chiesa parrocchiale: altro monumento di particolare pregio di Forno Alpi Graie.

## Sport
Forno Alpi Graie è punto di partenza di svariate e piacevoli passeggiate in montagna ed un sentiero consente di arrivare fino in Francia attraverso il vallone di Sea.